# Bas Banning en de vliegende cowboys
Bas Banning en de vliegende cowboys is het in 1957 verschenen tweede deel uit de Bas Banning-serie van A. van Aardenburg (pseudoniem van uitgever-journalist Herman Pijfers). Het avontuur behelst de belevenissen van Bas tijdens een vakantie op een uitgebreide ranch in het westen van Amerika.

## Vormgeving
Het boek verscheen bij Uitgeverij De Fontein met een omslag van J. Giling, waarop geen cowboys te zien zijn maar de scène van de noodlanding uit het eerste hoofdstuk. Giling verzorgde ook de zeven illustraties in zwart-wit die zijn afgedrukt op bladzijde 2, 36, 57, 69, 91, 116 en 147. In de hoofdstuknummering is hoofdstuk vier overgeslagen, zodat na hoofdstuk drie vijf volgt. Hierdoor kan ten onrechte de indruk ontstaan dat er tekst ontbreekt.

## Hoofdpersonen
- Bas Banning, scholier die net is overgegaan naar de vijfde klas van het HBS en als beloning voor zijn optreden in het vorige avontuur, Bas Banning en de zwarte ruiter, met de familie Dekkers mee mag om in Amerika vakantie te houden.
- Ria Dekkers, leeftijdgenote van Bas en dochter van ingenieur Dekkers.
- Jim Cricket, oude cowboy, in de zestig, die elke afstand nog per paard aflegt.
- Mister Stone, eigenaar van de DS Ranch.
- Pete en Henderson, cowboys.
- Mac, de kok op de ranch.
- Pete, leider van een groep bankovervallers.
- Shorty, Luke en Charles, handlangers van Pete.

## Inhoud
Ingenieur Dekkers is in Engeland voor zaken en wacht op het Engelse vliegveld Shannon op de landing van de Super Constellation uit Nederland met daarin zijn dochter Ria en Bas Banning, om samen door te reizen naar Amerika. Het landingsgestel van het vliegtuig wil evenwel niet geheel uitklappen, zodat een hachelijke buiklanding gemaakt moet worden. Hierdoor overweegt het geschrokken gezelschap even om de vervolgreis maar per boot te maken, maar om zo snel mogelijk weer van de zojuist opgedane vliegangst af te komen gaan ze toch weer vliegen. De DS ranch beslaat een grondgebied van vijfduizend vierkante kilometer en daarom wordt het toezicht met enkele kleine vliegtuigjes uitgevoerd. Bas maakt enkele vliegtochtjes met mister Stone, de eigenaar van de ranch. De oude cowboy Jim vermaakt het gezelschap met tal van anekdotes uit zijn cowboyleven. Ook mag Bas paardrijden en gaat mee met enkele cowboys die kalveren gaan brandmerken. Het vee wordt vaak door adelaars aangevallen en daarom gaat af en toe een vliegtuigje van de ranch de lucht in om ze af te schieten. Als hij met Mike mee mag op zo'n jacht, raakt hij danig onder de indruk van de roofvogel, die zich slechts na tal van manoeuvres laat verschalken.
Als de vakantie ongeveer twee weken gaande is, beginnen de voorbereidingen voor deelname aan de jaarlijkse rodeo in het nabijgelegen plaatsje Rookville. Teneinde eindelijk weer eens een prijs in de wacht te slepen is een snel paard aangeschaft, Stormwind genaamd. Tijdens het oefenen komt het alarmerende bericht dat er een bank is overvallen en de daders nog voortvluchtig zijn. Mister Stone, de eigenaar van de DS Ranch, organiseert met zes omliggende ranches dat de wegen vanuit de lucht in de gaten worden gehouden. Bas en Ria mogen met Mike mee en Bas ziet een Nash die met hoge snelheid over de weg scheert. Vlak nadat ze dit per radio gemeld hebben, moeten ze vanwege de duisternis terugkeren. Dan hapert de motor en moeten ze noodlanden, waarbij Bas uit het toestel wordt geslingerd en verdoofd raakt.Als hij is bijgekomen blijken Ria en Mike spoorloos.
Niet ver van de plaats waar het vliegtuigje is neergekomen staat een blokhut en daarbij hadden de vier bankovervallers een jeep verstopt waarvoor ze de overvalauto wilden inruilen. Zodoende waren zij in de buurt en vonden het vliegtuigje met Mike en Ria er nog in. Alleen kregen ze pech met de Nash, die ze in een rivier hebben geduwd en de buit in de buurt verstopt om die later met de jeep op te halen. Dat karwei willen ze nu door Mike laten opknappen, hiertoe gedwongen omdat ze Ria als gijzelaarster houden. Mike gaat op weg en komt Bas tegen, tegen wie hij kortaf reageert en hem niet meeneemt maar alleen de weg wijst naar de ranch. Terug in de blokhut meldt Mike dat hij het geld van de overval heeft verstopt op plaatsen waar de rovers het nooit zullen vinden, tenzij ze eerst Ria vrijlaten.
Inmiddels heeft het wegblijven van de Piper Cub op de DS Ranch ongerustheid veroorzaakt en Jim gaat met zijn paard op onderzoek uit. Pete, de leider van de overvallers, heeft Mike duidelijk gemaakt dat zijn onderhandelingspositie niet is verbeterd door het verstoppen van de buit, omdat de zij nog altijd Ria en hem in hun macht hebben. Mike gaat het geld alsnog halen, deze keer vergezeld door Pete en Luke. Luke bewaakt de jeep als het terrein onbegaanbaar wordt en Mike en Pete te voet verdergaan. Bijna weet Mike Pete te overmeesteren, maar wordt buiten westen geslagen door Luke, die hen gevolgd is. Aangezien Mike de enige is die weet waar het geld ligt, levert diens bewusteloosheid de gangsters tijdverlies op.
Cowboy Jim blijkt een uitstekend spoorzoeker en treft Bas aan, die hem op de hoogte stelt van het raadselachtige gedrag van Mike in de jeep. Op basis hiervan en van hetgeen hij uit de sporen heeft opgemaakt vermoedt Jim vermoedt dat Mike en Ria tegen de bankovervallers zijn opgelopen. Ondertussen bereikt de DS Ranch het bericht dat een orkaan op til is. Jim en Bas horen een auto aankomen en verbergen zich. Zij zien Mike en Pete uit de jeep stappen. Pete wordt overmeesterd en daarna ook de bij de jeep achtergebleven Luke. Inmiddels is het noodweer met bliksem, regen en storm begonnen en dat geeft Mike de gelegenheid om naar de blokhut te gaan met de geloofwaardige smoes dat de jeep vastzit en er hulp nodig is. Slechts een van de twee bandieten gaat mee en wordt buiten gevecht gesteld, waarna de blokhut wordt omsingeld en ook Shorty gevangengenomen wordt. Ria is ongedeerd, maar in shock, mede door het onweer. Als het onweer afneemt, bestijgt Jim zijn paard om hulp te halen. Als zijn paard zonder Jim terugkeert, beseft het gezelschap dat er iets gebeurd moet zijn. Dan landt een vliegtuigje bij de blokhut en mister Stone stapt uit samen met de eigenaar van een omliggende ranch. Deze mister Green zal de jongelui mee terug nemen terwijl Stone in de blokhut achterblijft. Vanuit het vliegtuig ziet Bas de jeep in een ravijn liggen, drie lichamen ernaast. Green zet Ria en Bas af bij de ranch en keert onmiddellijk terug naar de jeep. Jim heeft de jeep gevonden met twee bandieten ernaast, maar bij het afdaling brak hij zelf een been.
Jim moet naar het ziekenhuis en moet de rodeo missen. Stormwind lijkt echter minder hard te draven zonder zijn vaste verzorger, maar Jim, die de rodeo niet wilde missen, is uit het ziekenhuis ontsnapt en komt net op tijd voor de race, die toch door Stormwind gewonnen wordt. Na dit evenement wordt het voor Bas en de familie Dekkers tijd om weer naar Nederland te gaan.

## Structuur
Besloeg het eerste deel van de serie slechts enkele dagen, dit tweede deel beschrijft een hele vakantie. In afwijking van de rest van de serie zijn er vrij veel verschillende gebeurtenissen die niet samenhangen met de hoofdintrige, in dit deel de jacht op de bankovervallers. Voorbeelden van uitvoerig beschreven losse elementen zijn: de noodlanding uit het eerste hoofdstuk, de soms vrij uitvoerige verhalen van Jim en het meteorologische hoofdstuk dat geheel gewijd is aan de manier waarop orkanen bestudeerd worden en orkaan Dolly zich ontwikkelt.

## Publicatiegeschiedenis
De uitgave beleefde enkele herdrukken en werd in de jaren zestig opgenomen in de eerste Bas Banning-omnibus, waarin de eerste drie boeken gebundeld werden. In de jaren zeventig werd het boek voor het laatste herdrukt, maar is inmiddels als e-book verkrijgbaar.
Bas Banning en de zwarte ruiter · Bas Banning en de vliegende cowboys · Bas Banning en de geheimzinnige kabelbaan · Bas Banning en de autosmokkelaars · Bas Banning en het Spaanse galjoen · Bas Banning en de Tour de France · Bas Banning en de DAF-600 · Bas Banning en de geheime raket · Bas Banning en de verdwenen Rembrandt · Bas Banning en de Rode hand · Bas Banning en de zweefmannen · Bas Banning en de schatgravers